# Argentína az 1988. évi nyári olimpiai játékokon
Argentína a dél-koreai Szöulban megrendezett 1988. évi nyári olimpiai játékok egyik részt vevő nemzete volt. Az országot az olimpián 18 sportágban 118 sportoló képviselte, akik összesen 2 érmet szereztek.

## Érmesek
| Érem  | Versenyző | Sportág  | Versenyszám |
| ----- | --- | -------- | ----------- |
| Ezüst | Gabriela Sabatini | Tenisz   | Női egyes   |
| Bronz | Nemzeti válogatott Claudio Zulianello Daniel Castellani Eduardo Martínez Alejandro Diz Daniel Colla Carlos Weber Hugo Conte Waldo Kantor Raúl Quiroga Jon Emili Uriarte José De Palma Juan Carlos Cuminetti | Röplabda | Férfi       |

## Asztalitenisz
Női
| Versenyző            | Versenyszám | Csoportkör | Csoportkör | Nyolcaddöntő      | Negyeddöntő       | Elődöntő          | Döntő             | Helyezés |
| Versenyző            | Versenyszám | Ellenfél Eredmény | Hely.      | Ellenfél Eredmény | Ellenfél Eredmény | Ellenfél Eredmény | Ellenfél Eredmény | Helyezés |
| -------------------- | ----------- | --- | ---------- | ----------------- | ----------------- | ----------------- | ----------------- | -------- |
| Hae-Ja Kim de Rimasa | Egyes       | G csoport · Daniela Gergelcseva (BUL) · 0:3 · Alena Šafářová (TCH) · 0:3 · Gordana Perkučin (YUG) · 0:3 · Nihal Meshref (EGY) · 3:1 · Bettine Vriesekoop (NED) · 0:3 | 5.         | kiesett           | kiesett           | kiesett           | kiesett           | 33.      |

## Atlétika
Férfi
| Versenyző          | Versenyszám   | Selejtező | Selejtező | Döntő    | Döntő    |
| Versenyző          | Versenyszám   | Eredmény  | Helyezés  | Eredmény | Helyezés |
| ------------------ | ------------- | --------- | --------- | -------- | -------- |
| Fernando Pastoriza | Magasugrás    | 210 cm    | 26.       | kiesett  | kiesett  |
| Andrés Charadia    | Kalapácsvetés | 68,26 m   | 25.       | kiesett  | kiesett  |

## Birkózás
Kötöttfogású
| Versenyző        | Versenyszám | Vigaszágas kiesés                                                                  | Vigaszágas kiesés | Helyosztók        | Helyosztók        | Bronz- mérkőzés   | Döntő             | Helyezés    |
| Versenyző        | Versenyszám | Vigaszágas kiesés                                                                  | Vigaszágas kiesés | 7. helyért        | 5. helyért        | Bronz- mérkőzés   | Döntő             | Helyezés    |
| Versenyző        | Versenyszám | Ellenfél Eredmény                                                                  | Hely.             | Ellenfél Eredmény | Ellenfél Eredmény | Ellenfél Eredmény | Ellenfél Eredmény | Helyezés    |
| ---------------- | ----------- | ---------------------------------------------------------------------------------- | ----------------- | ----------------- | ----------------- | ----------------- | ----------------- | ----------- |
| Daniel Navarrete | 68 kg       | A csoport · Francisco Barcia (ESP) · 5–7 · Herminio Hidalgo (PAN) · passzivitás    | 14.               | kiesett           | kiesett           | kiesett           | kiesett           | helyezetlen |
| Daniel Iglesias  | 82 kg       | B csoport · Kim Szanggju (Kim Sang-Gyu) (KOR) · 0–16 · Mukai Takahiro (JPN) · 0–15 | 9.                | kiesett           | kiesett           | kiesett           | kiesett           | helyezetlen |

Szabadfogású
| Versenyző        | Versenyszám | Vigaszágas kiesés                                                                                                  | Vigaszágas kiesés | Helyosztók        | Helyosztók        | Bronz- mérkőzés   | Döntő             | Helyezés    |
| Versenyző        | Versenyszám | Vigaszágas kiesés                                                                                                  | Vigaszágas kiesés | 7. helyért        | 5. helyért        | Bronz- mérkőzés   | Döntő             | Helyezés    |
| Versenyző        | Versenyszám | Ellenfél Eredmény                                                                                                  | Hely.             | Ellenfél Eredmény | Ellenfél Eredmény | Ellenfél Eredmény | Ellenfél Eredmény | Helyezés    |
| ---------------- | ----------- | --- | ----------------- | ----------------- | ----------------- | ----------------- | ----------------- | ----------- |
| Daniel Navarrete | 68 kg       | B csoport · Cris Brown (AUS) · 3–13 · Muneir Al-Masri (JOR) · 15–0 · Pak Csangszun (Park Jang-Sun) (KOR) · 0–15    | 9.                | kiesett           | kiesett           | kiesett           | kiesett           | helyezetlen |
| Daniel Iglesias  | 82 kg       | A csoport · Matarr Jarju (GAM) · kétvállas · Moustafa Ramada Hussain (EGY) · 5–10 · Jozef Lohyňa (TCH) · kétvállas | 8.                | kiesett           | kiesett           | kiesett           | kiesett           | helyezetlen |

## Cselgáncs
| Versenyző      | Versenyszám | Csoport | Selejtező                          | 32-es főtábla                   | Nyolcaddöntő                                   | Negyeddöntő       | Elődöntő          | Vigaszág nyolcaddöntő | Vigaszág negyeddöntő                    | Vigaszág elődöntő                       | Bronz- mérkőzés   | Döntő             | Helyezés |
| Versenyző      | Versenyszám | Csoport | Ellenfél Eredmény                  | Ellenfél Eredmény               | Ellenfél Eredmény                              | Ellenfél Eredmény | Ellenfél Eredmény | Ellenfél Eredmény     | Ellenfél Eredmény                       | Ellenfél Eredmény                       | Ellenfél Eredmény | Ellenfél Eredmény | Helyezés |
| -------------- | ----------- | ------- | ---------------------------------- | ------------------------------- | ---------------------------------------------- | ----------------- | ----------------- | --------------------- | --------------------------------------- | --------------------------------------- | ----------------- | ----------------- | -------- |
| Claudio Yafuso | Harmatsúly  | B       | Derrick Anderson (GUM) · 1000–0000 | Yavuz Yolcu (TUR) · 0001–0000   | I Gjonggun (Lee Gyeong-Geun) (KOR) · 0000–0210 |                   |                   |                       | Drago Bećanović (YUG) · 0100–0021       | Bruno Carabetta (FRA) · 0000–1000       | kiesett           |                   | 7.       |
| Gastón García  | Váltósúly   | B       | erőnyerő                           | Aly Attyé (SEN) · 1000–0000     | Waldemar Legień (POL) · 0000–1000              |                   |                   |                       | Walid Mohamed Hussain (EGY) · 0200–0000 | Kevin Doherty (CAN) · 0000–0000 (bírói) | kiesett           |                   | 7.       |
| Sandro López   | Középsúly   | A       | erőnyerő                           | Densign White (GBR) · 0001–0010 | kiesett                                        | kiesett           | kiesett           |                       |                                         |                                         |                   |                   | 19.      |

## Evezés
Férfi
| Versenyző                                                           | Versenyszám              | Előfutam | Előfutam | Vigaszág | Vigaszág | Elődöntő | Elődöntő | Döntő   | Döntő   | Döntő   | Helyezés    |
| Versenyző                                                           | Versenyszám              | Idő      | Hely.    | Idő      | Hely.    | Idő      | Hely.    | Típus   | Idő     | Hely.   | Helyezés    |
| ------------------------------------------------------------------- | ------------------------ | -------- | -------- | -------- | -------- | -------- | -------- | ------- | ------- | ------- | ----------- |
| Claudio Águila Daniel Scuri                                         | Kormányos nélküli kettes | 6:59,05  | 5.       | 7:06,57  | 4.       |          |          | kiesett | kiesett | kiesett | helyezetlen |
| Rubén D’Andrilli Marcelo Fernández Sergio Fernández Claudio Guindon | Négypárevezős            | 6:04,77  | 4.       | 5:58,27  | 3.       | 5:57,45  | 5.       | B       | 6:04,47 | 6.      | 12.         |

## Gyeplabda

### Férfi
| Argentin férfi gyeplabdacsapat-játékoskeret                                                                                              | Argentin férfi gyeplabdacsapat-játékoskeret                                                                                                 |
| --- | --- |
| - Otto Schmitt - Alejandro Siri - Miguel Altube - Marcelo Mascheroni - Marcelo Garrafo - Edgardo Pailos - Alejandro Doherty - Aldo Ayala | - Carlos Geneyro - Gabriel Minadeo - Alejandro Verga - Fernando Ferrara - Emanuel Roggero - Franco Nicola - Martín Sordelli - Mariano Silva |

#### Eredmények
Csoportkör
A csoport
| Csapat              | M | Gy | D | V | G+ | G– | Gk  | P  |
| ------------------- | - | -- | - | - | -- | -- | --- | -- |
| Ausztrália (AUS)    | 5 | 5  | 0 | 0 | 19 | 3  | +16 | 10 |
| Hollandia (NED)     | 5 | 3  | 1 | 1 | 12 | 6  | +6  | 7  |
| Pakisztán (PAK)     | 5 | 3  | 0 | 2 | 15 | 8  | +7  | 6  |
| Argentína (ARG)     | 5 | 2  | 0 | 3 | 8  | 12 | –4  | 4  |
| Spanyolország (ESP) | 5 | 1  | 1 | 3 | 6  | 10 | –4  | 3  |
| Kenya (KEN)         | 5 | 0  | 0 | 5 | 5  | 26 | –21 | 0  |

| 1988. szeptember 18. | Hollandia (NED) | 5–1 | Argentína (ARG) |  |
| 1988. szeptember 18. | (2–1)           |     |                 |  |

| 1988. szeptember 20. | Ausztrália (AUS) | 4–0 | Argentína (ARG) |  |
| 1988. szeptember 20. | (2–0)            |     |                 |  |

| 1988. szeptember 22. | Pakisztán (PAK) | 2–1 | Argentína (ARG) |  |
| 1988. szeptember 22. | (1–0)           |     |                 |  |

| 1988. szeptember 24. | Argentína (ARG) | 1–0 | Spanyolország (ESP) |  |
| 1988. szeptember 24. | (0–0)           |     |                     |  |

| 1988. szeptember 26. | Argentína (ARG) | 5–1 | Kenya (KEN) |  |
| 1988. szeptember 26. | (1–1)           |     |             |  |

Az 5–8. helyért
| 1988. szeptember 28. | India (IND)     | 6–6 (h. u.) | Argentína (ARG) |  |
| 1988. szeptember 28. | (4–2, 5–5, 6–5) |             |                 |  |
| 1988. szeptember 28. | Büntetőpárbaj:  |             |                 |  |
| 1988. szeptember 28. | 4–3             |             |                 |  |

A 7. helyért
| 1988. szeptember 30. | Szovjetunió (URS) | 4–1 | Argentína (ARG) |  |
| 1988. szeptember 30. | (2–1)             |     |                 |  |

| Csapat          | Helyezés |
| --------------- | -------- |
| Argentína (ARG) | 8.       |

### Női
| Argentin női gyeplabdacsapat-játékoskeret | Argentin női gyeplabdacsapat-játékoskeret                                                                                            |
| --- | --- |
| - Laura Mulhall - María Colombo - Marisa López - María Alejandra Tucat - Victoria Carbó - Marcela Richezza - Gabriela Liz - Gabriela Sánchez | - Moira Brinnand - Marcela Hussey - Alejandra Palma - María Bengochea - Andrea Alina Vergara - María Gabriela Pazos - Andrea Fioroni |

#### Eredmények
Csoportkör
A csoport
| Csapat                 | M | Gy | D | V | G+ | G– | Gk | P |
| ---------------------- | - | -- | - | - | -- | -- | -- | - |
| Hollandia (NED)        | 3 | 3  | 0 | 0 | 9  | 2  | +7 | 6 |
| Nagy-Britannia (GBR)   | 3 | 1  | 1 | 1 | 4  | 7  | –3 | 3 |
| Argentína (ARG)        | 3 | 1  | 0 | 2 | 2  | 3  | –1 | 2 |
| Egyesült Államok (USA) | 3 | 0  | 1 | 2 | 4  | 7  | –3 | 1 |

| 1988. szeptember 21. | Argentína (ARG) | 0–1 | Nagy-Britannia (GBR) |  |
| 1988. szeptember 21. | (0–1)           |     |                      |  |

| 1988. szeptember 23. | Argentína (ARG) | 2–1 | Egyesült Államok (USA) |  |
| 1988. szeptember 23. | (1–0)           |     |                        |  |

| 1988. szeptember 25. | Hollandia (NED) | 1–0 | Argentína (ARG) |  |
| 1988. szeptember 25. | (1–0)           |     |                 |  |

Az 5–8. helyért
| 1988. szeptember 27. | Argentína (ARG) | 1–3 | Kanada (CAN) |  |
| 1988. szeptember 27. | (0–1, 1–1, 1–2) |     |              |  |

A 7. helyért
| 1988. szeptember 29. | Egyesült Államok (USA) | 1–3 | Argentína (ARG) |  |
| 1988. szeptember 29. | (0–0, 0–0, 1–3)        |     |                 |  |

| Csapat          | Helyezés |
| --------------- | -------- |
| Argentína (ARG) | 7.       |

## Íjászat
Férfi
| Versenyző       | Versenyszám | Selejtező | Selejtező | Nyolcaddöntő | Nyolcaddöntő | Negyeddöntő | Negyeddöntő | Elődöntő | Elődöntő | Döntő   | Döntő    |
| Versenyző       | Versenyszám | Pont      | Hely.     | Pont         | Hely.        | Pont        | Hely.       | Pont     | Hely.    | Pont    | Helyezés |
| --------------- | ----------- | --------- | --------- | ------------ | ------------ | ----------- | ----------- | -------- | -------- | ------- | -------- |
| Claudio Pafundi | Egyéni      | 1126      | 75.       | kiesett      | kiesett      | kiesett     | kiesett     | kiesett  | kiesett  | kiesett | kiesett  |
| Ángel Bello     | Egyéni      | 1017      | 81.       | kiesett      | kiesett      | kiesett     | kiesett     | kiesett  | kiesett  | kiesett | kiesett  |

## Kajak-kenu
Férfi
| Versenyző                                                           | Versenyszám         | Előfutam | Előfutam | Előfutam | Vigaszág | Vigaszág | Vigaszág | Elődöntő | Elődöntő | Elődöntő | Döntő   | Döntő    |
| Versenyző                                                           | Versenyszám         | Idő      | Hely.    | Össz.    | Idő      | Hely.    | Össz.    | Idő      | Hely.    | Össz.    | Idő     | Helyezés |
| ------------------------------------------------------------------- | ------------------- | -------- | -------- | -------- | -------- | -------- | -------- | -------- | -------- | -------- | ------- | -------- |
| Atilio Vásquez                                                      | Kajak egyes 1000 m  | 4:01,35  | 6.       | 17.      | 3:58,03  | 4.       | 7.       | kiesett  | kiesett  | kiesett  | kiesett | kiesett  |
| Gustavo Cirillo José Luis Marello                                   | Kajak kettes 500 m  | 1:52,42  | 7.       | 21.      | 1:46,98  | 6.       | 11.      | kiesett  | kiesett  | kiesett  | kiesett | kiesett  |
| Gustavo Cirillo José Luis Marello Fernando Chaparro Norberto Méndez | Kajak négyes 1000 m | 3:23,33  | 5.       | 17.      | 3:24,16  | 4.       | 8.       | kiesett  | kiesett  | kiesett  | kiesett | kiesett  |

Női
| Versenyző                   | Versenyszám        | Előfutam | Előfutam | Előfutam | Vigaszág | Vigaszág | Vigaszág | Elődöntő | Elődöntő | Elődöntő | Döntő   | Döntő    |
| Versenyző                   | Versenyszám        | Idő      | Hely.    | Össz.    | Idő      | Hely.    | Össz.    | Idő      | Hely.    | Össz.    | Idő     | Helyezés |
| --------------------------- | ------------------ | -------- | -------- | -------- | -------- | -------- | -------- | -------- | -------- | -------- | ------- | -------- |
| María Miliauro              | Kajak egyes 500 m  | 2:12,32  | 6.       | 15.      |          |          |          | 2:11,07  | 4.       | 14.      | kiesett | kiesett  |
| Corina Martín Verónica Arbo | Kajak kettes 500 m | 1:59,38  | 8.       | 15.      | 2:04,72  | 5.       | 9.       | kiesett  | kiesett  | kiesett  | kiesett | kiesett  |

## Kerékpározás

### Pálya-kerékpározás
Sprintversenyek
| Versenyző     | Versenyszám  | Selejtező | Selejtező | 1. forduló                                           | 1. forduló | Vigaszág                                                                                 | Vigaszág | 2. forduló             | 2. forduló | Vigaszág             | Vigaszág | Negyeddöntő          | 5–8. helyért           | 5–8. helyért | Elődöntő             | Döntő                | Helyezés |
| Versenyző     | Versenyszám  | Idő       | Hely.     | Ellenfelek Győztes idő                               | Hely.      | Ellenfelek Győztes idő                                                                   | Hely.    | Ellenfelek Győztes idő | Hely.      | Ellenfél Győztes idő | Hely.    | Ellenfél Győztes idő | Ellenfelek Győztes idő | Hely.        | Ellenfél Győztes idő | Ellenfél Győztes idő | Helyezés |
| ------------- | ------------ | --------- | --------- | ---------------------------------------------------- | ---------- | ---------------------------------------------------------------------------------------- | -------- | ---------------------- | ---------- | -------------------- | -------- | -------------------- | ---------------------- | ------------ | -------------------- | -------------------- | -------- |
| Gustavo Faris | Férfi egyéni | 11,187    | 15.       | Gary Neiwand (AUS) · Nelson Mario Pons (ECU) · 11,19 | 3.         | Maxwell Cheeseman (TRI) · Om Jongszop (Eom Yeong-Seop) (KOR) · José Moreno (ESP) · 12,11 | 2.       | kiesett                | kiesett    | kiesett              | kiesett  | kiesett              | kiesett                | kiesett      | kiesett              | kiesett              | kiesett  |

Időfutam
| Név               | Versenyszám  | Idő      | Helyezés |
| ----------------- | ------------ | -------- | -------- |
| Marcelo Alexandre | Férfi egyéni | 1:06,925 | 13.      |

Üldözőversenyek
| Versenyző                                                   | Versenyszám  | Selejtező | Selejtező | Nyolcaddöntő                       | Nyolcaddöntő | Negyeddöntő  | Negyeddöntő | Elődöntő     | Elődöntő  | Döntő        | Döntő     | Helyezés |
| Versenyző                                                   | Versenyszám  | Idő       | Hely.     | Ellenfél Idő                       | Saját idő    | Ellenfél Idő | Saját idő   | Ellenfél Idő | Saját idő | Ellenfél Idő | Saját idő | Helyezés |
| ----------------------------------------------------------- | ------------ | --------- | --------- | ---------------------------------- | ------------ | ------------ | ----------- | ------------ | --------- | ------------ | --------- | -------- |
| Gabriel Curuchet                                            | Férfi egyéni | 4:47,18   | 12.       | Ryszard Dawidowicz (POL) · 4:42,03 | 4:50,75      | kiesett      | kiesett     | kiesett      | kiesett   | kiesett      | kiesett   | kiesett  |
| Gabriel Curuchet Jorge Gaday Sergio Llamazares Rubén Priede | Férfi csapat | 4:29,90   | 17.       |                                    |              | kiesett      | kiesett     | kiesett      | kiesett   | kiesett      | kiesett   | kiesett  |

Pontverseny
| Név                   | Versenyszám | Selejtező | Selejtező  | Selejtező | Döntő | Döntő      | Döntő    |
| Név                   | Versenyszám | Pont      | Körhátrány | Hely.     | Pont  | Körhátrány | Helyezés |
| --------------------- | ----------- | --------- | ---------- | --------- | ----- | ---------- | -------- |
| Juan Esteban Curuchet | Férfi       | 11        | 0          | 5.        | 18    | -1         | 5.       |

## Labdarúgás
| Argentin férfi labdarúgócsapat-játékoskeret                                                                                       | Argentin férfi labdarúgócsapat-játékoskeret                                                                                             |
| --- | --- |
| - Rubén Agüero - Mauro Airez - Carlos Alejandro Alfaro - Claudio Cabrera - Jorge Comas - Hernán Díaz - Néstor Fabbri - Luis Islas | - Néstor Lorenzo - Mario Lucca - Carlos Alberto Mayor - Pedro Monzón - Hugo Pérez - Alejandro Ruidíaz - Alejandro Russo - Darío Siviski |

### Eredmények
Csoportkör
C csoport
| Csapat                 | M | Gy | D | V | Rg | Kg | Gk | P |
| ---------------------- | - | -- | - | - | -- | -- | -- | - |
| Szovjetunió (URS)      | 3 | 2  | 1 | 0 | 6  | 2  | +4 | 5 |
| Argentína (ARG)        | 3 | 1  | 1 | 1 | 4  | 4  | 0  | 3 |
| Dél-Korea (KOR)        | 3 | 0  | 2 | 1 | 1  | 2  | –1 | 2 |
| Egyesült Államok (USA) | 3 | 0  | 2 | 1 | 3  | 5  | –2 | 2 |

| 1988. szeptember 18. 19:00 (UTC+9) |

| Egyesült Államok (USA) | 1–1               | Argentína (ARG)       |
| ---------------------- | ----------------- | --------------------- |
| Windischmann 78'       | (0–0) Jegyzőkönyv | Alfaro 83' (11-esből) |

| Daegu Civic Stadium, Tegu Nézőszám: 18 500 Játékvezető: Dzsamál as-Saríf (szíriai) |

| 1988. szeptember 20. 19:00 (UTC+9) |

| Szovjetunió (URS)                  | 2–1               | Argentína (ARG)       |
| ---------------------------------- | ----------------- | --------------------- |
| Dobrovolszkij 8' Mihajlicsenko 22' | (2–0) Jegyzőkönyv | Alfaro 77' (11-esből) |

| Daegu Civic Stadium, Tegu Nézőszám: 25 000 Játékvezető: Gérard Biguet (francia) |

| 1988. szeptember 22. 17:00 (UTC+9) |

| Dél-Korea (KOR)             | 1–2               | Argentína (ARG)      |
| --------------------------- | ----------------- | -------------------- |
| No Szudzsin (No Su-Jin) 14' | (1–1) Jegyzőkönyv | Alfaro 3' Fabbri 73' |

| Goodeok Stadium, Puszan Nézőszám: 30 000 Játékvezető: Christopher Bambridge (ausztrál) |

Negyeddöntő
| 1988. szeptember 25. 19:00 (UTC+9) |

| Brazília (BRA) | 1–0               | Argentína (ARG) |
| -------------- | ----------------- | --------------- |
| Geovani 76'    | (0–0) Jegyzőkönyv |                 |

| Dongdaemun Stadium, Szöul Nézőszám: 21 800 Játékvezető: Kurt Röthlisberger (svájci) |

| Csapat          | Helyezés |
| --------------- | -------- |
| Argentína (ARG) | 5.       |

## Műugrás
Női
| Versenyző      | Versenyszám        | Selejtező | Selejtező | Döntő   | Döntő    |
| Versenyző      | Versenyszám        | Pont      | Helyezés  | Pont    | Helyezés |
| -------------- | ------------------ | --------- | --------- | ------- | -------- |
| Verónica Ribot | Egyéni műugrás     | 405,87    | 14.       | kiesett | kiesett  |
| Verónica Ribot | Egyéni toronyugrás | 377,70    | 8.        | 297,18  | 12.      |

## Ökölvívás
| Versenyző         | Versenyszám   | Selejtező                 | 32-es főtábla                   | Nyolcaddöntő             | Negyeddöntő       | Elődöntő          | Döntő             | Helyezés |
| Versenyző         | Versenyszám   | Ellenfél Eredmény         | Ellenfél Eredmény               | Ellenfél Eredmény        | Ellenfél Eredmény | Ellenfél Eredmény | Ellenfél Eredmény | Helyezés |
| ----------------- | ------------- | ------------------------- | ------------------------------- | ------------------------ | ----------------- | ----------------- | ----------------- | -------- |
| Carlos Eluaiza    | Papírsúly     | erőnyerő                  | Alekszandr Mahmutov (URS) · 0:5 | kiesett                  | kiesett           | kiesett           | kiesett           | 17.      |
| Domingo Damigella | Pehelysúly    | Dave Anderson (GBR) · 1:4 | kiesett                         | kiesett                  | kiesett           | kiesett           | kiesett           | 33.      |
| Jorge Oscar López | Nagyváltósúly | Ray Downey (CAN) · 0:5    | kiesett                         | kiesett                  | kiesett           | kiesett           | kiesett           | 33.      |
| Juan Antonio Díaz | Nehézsúly     |                           | erőnyerő                        | Maik Heydeck (GDR) · 0:5 | kiesett           | kiesett           | kiesett           | 9.       |

## Röplabda

### Férfi
| Argentin férfi röplabdacsapat-játékoskeret                                                                | Argentin férfi röplabdacsapat-játékoskeret                                                             |
| --- | --- |
| - Claudio Zulianello - Daniel Castellani - Eduardo Martínez - Alejandro Diz - Daniel Colla - Carlos Weber | - Hugo Conte - Waldo Kantor - Raúl Quiroga - Jon Emili Uriarte - José De Palma - Juan Carlos Cuminetti |

#### Eredmények
Csoportkör
B csoport
|                        |      | Mérkőzések | Mérkőzések | Szettek | Szettek | Szettek | Pontok | Pontok | Pontok |
| Csapat                 | Pont | Gy         | V          | Sz+     | Sz–     | SzA     | P+     | P–     | PA     |
| ---------------------- | ---- | ---------- | ---------- | ------- | ------- | ------- | ------ | ------ | ------ |
| Egyesült Államok (USA) | 10   | 5          | 0          | 15      | 3       | 5,000   | 263    | 155    | 1,697  |
| Argentína (ARG)        | 8    | 3          | 2          | 11      | 7       | 1,571   | 209    | 211    | 0,991  |
| Franciaország (FRA)    | 8    | 3          | 2          | 10      | 7       | 1,429   | 222    | 190    | 1,168  |
| Hollandia (NED)        | 8    | 3          | 2          | 10      | 7       | 1,429   | 202    | 183    | 1,104  |
| Japán (JPN)            | 6    | 1          | 4          | 5       | 12      | 0,417   | 182    | 215    | 0,847  |
| Tunézia (TUN)          | 5    | 0          | 5          | 0       | 15      | 0,000   | 101    | 225    | 0,449  |

| 1988. szeptember 18. | Tunézia (TUN)       | 0–3 | Argentína (ARG) |  |
| 1988. szeptember 18. | (5–15, 11–15, 6–15) |     |                 |  |

| 1988. szeptember 22. | Egyesült Államok (USA)            | 3–2 | Argentína (ARG) |  |
| 1988. szeptember 22. | (11–15, 11–15, 15–4, 17–15, 15–7) |     |                 |  |

| 1988. szeptember 24. | Argentína (ARG)     | 3–0 | Hollandia (NED) |  |
| 1988. szeptember 24. | (15–11, 15–7, 15–8) |     |                 |  |

| 1988. szeptember 26. | Franciaország (FRA) | 3–0 | Argentína (ARG) |  |
| 1988. szeptember 26. | (15–7, 15–5, 15–5)  |     |                 |  |

Elődöntő
| 1988. szeptember 30. 20:30 | Szovjetunió (URS)    | 3–0 | Argentína (ARG) |  |
| 1988. szeptember 30. 20:30 | (15–11, 17–15, 15–8) |     |                 |  |

Bronzmérkőzés
| 1988. október 2. 9:45 | Argentína (ARG)                   | 3–2 | Brazília (BRA) |  |
| 1988. október 2. 9:45 | (15–10, 15–17, 15–8, 12–15, 15–9) |     |                |  |

| Csapat          | Helyezés |
| --------------- | -------- |
| Argentína (ARG) |          |

## Sportlövészet
Férfi
| Versenyző         | Versenyszám       | Selejtező | Selejtező | Döntő   | Döntő    |
| Versenyző         | Versenyszám       | Pont      | Helyezés  | Pont    | Helyezés |
| ----------------- | ----------------- | --------- | --------- | ------- | -------- |
| Lisandro Sugezky  | Légpisztoly       | 572       | 31.       | kiesett | kiesett  |
| Lisandro Sugezky  | Szabadpisztoly    | 539       | 40.       | kiesett | kiesett  |
| Julio César Iemma | Sportpuska, fekvő | 590       | 41.       | kiesett | kiesett  |
| Firmo Roberti     | Skeet             | 196       | 8.        | kiesett | kiesett  |

## Tenisz
Férfi
| Versenyző                 | Versenyszám | 64-es főtábla                             | 32-es főtábla                                                       | Nyolcaddöntő                                    | Negyeddöntő                             | Elődöntő          | Döntő             | Helyezés |
| Versenyző                 | Versenyszám | Ellenfél Eredmény                         | Ellenfél Eredmény                                                   | Ellenfél Eredmény                               | Ellenfél Eredmény                       | Ellenfél Eredmény | Ellenfél Eredmény | Helyezés |
| ------------------------- | ----------- | ----------------------------------------- | ------------------------------------------------------------------- | ----------------------------------------------- | --------------------------------------- | ----------------- | ----------------- | -------- |
| Martín Jaite              | Egyes       | Chris Pridham (CAN) · 6–1, 6–3, 6–2       | Javier Frana (ARG) · 6–2, 6–4, 6–2                                  | Kim Bongszu (Kim Bong-Su) (KOR) · 6–4, 6–1, 6–3 | Brad Gilbert (USA) · 5–7, 6–1, 7–6, 6–3 | kiesett           | kiesett           | 5.       |
| Javier Frana              | Egyes       | Shahar Perkiss (ISR) · 6–2, 4–6, 6–4, 6–4 | Martín Jaite (ARG) · 2–6, 4–6, 2–6                                  | kiesett                                         | kiesett                                 | kiesett           | kiesett           | 17.      |
| Javier Frana Martín Jaite | Páros       |                                           | Új-Zéland (NZL) · Kelly Evernden · Bruce Derlin · 4–6, 1–4, feladta | kiesett                                         | kiesett                                 | kiesett           | kiesett           | 17.      |

Női
| Versenyző                      | Versenyszám | 64-es főtábla                    | 32-es főtábla                    | Nyolcaddöntő                                                                | Negyeddöntő                       | Elődöntő                         | Döntő                        | Helyezés |
| Versenyző                      | Versenyszám | Ellenfél Eredmény                | Ellenfél Eredmény                | Ellenfél Eredmény                                                           | Ellenfél Eredmény                 | Ellenfél Eredmény                | Ellenfél Eredmény            | Helyezés |
| ------------------------------ | ----------- | -------------------------------- | -------------------------------- | --------------------------------------------------------------------------- | --------------------------------- | -------------------------------- | ---------------------------- | -------- |
| Gabriela Sabatini              | Egyes       | erőnyerő                         | Sabrina Goleš (YUG) · 6–1, 6–0   | Sylvia Hanika (FRG) · 1–6, 6–4, 6–2                                         | Natallja Zverava (URS) · 6–4, 6–3 | Manuela Maleeva (BUL) · 6–1, 6–2 | Steffi Graf (FRG) · 3–6, 3–6 |          |
| Mercedes Paz                   | Egyes       | Ólga Carmbópulu (GRE) · 7–6, 6–3 | Manuela Maleeva (BUL) · 1–6, 2–6 | kiesett                                                                     | kiesett                           | kiesett                          | kiesett                      | 17.      |
| Bettina Fulco                  | Egyes       | Barbara Paulus (AUT) · 6–7, 4–6  | kiesett                          | kiesett                                                                     | kiesett                           | kiesett                          | kiesett                      | 33.      |
| Gabriela Sabatini Mercedes Paz | Páros       |                                  |                                  | Kanada (CAN) · Carling Bassett-Seguso · Jill Hetherington · 6–7, 7–5, 18–20 | kiesett                           | kiesett                          | kiesett                      | 9.       |

## Úszás
Női
| Versenyző             | Versenyszám  | Előfutam | Előfutam | Előfutam | Döntő   | Döntő   | Döntő   | Helyezés |
| Versenyző             | Versenyszám  | Idő      | Hely.    | Össz.    | Típus   | Idő     | Hely.   | Helyezés |
| --------------------- | ------------ | -------- | -------- | -------- | ------- | ------- | ------- | -------- |
| Alicia María Boscatto | 100 m mell   | 1:15,67  | 3.       | 33.      | kiesett | kiesett | kiesett | kiesett  |
| Alicia María Boscatto | 200 m mell   | 2:45,80  | 7.       | 39.      | kiesett | kiesett | kiesett | kiesett  |
| Valentina Aracil      | 100 m mell   | 1:19,60  | 5.       | 37.      | kiesett | kiesett | kiesett | kiesett  |
| Valentina Aracil      | 200 m mell   | kizárták | kizárták | kizárták | kiesett | kiesett | kiesett | kiesett  |
| Valentina Aracil      | 200 m vegyes | 2:31,53  | 7.       | 30.      | kiesett | kiesett | kiesett | kiesett  |
| Valentina Aracil      | 400 m vegyes | 5:19,17  | 5.       | 28.      | kiesett | kiesett | kiesett | kiesett  |

## Vitorlázás
Férfi
| Versenyző                        | Versenyszám    | Futam | Futam | Futam  | Futam   | Futam | Futam | Futam | Pontszám | Helyezés |
| Versenyző                        | Versenyszám    | 1     | 2     | 3      | 4       | 5     | 6     | 7     | Pontszám | Helyezés |
| -------------------------------- | -------------- | ----- | ----- | ------ | ------- | ----- | ----- | ----- | -------- | -------- |
| Jorge García                     | Divízió II     | 11,7  | 17,0  | 5,7    | (18,0)  | 11,7  | 8,0   | 16,0  | 70,1     | 7.       |
| Carlos Irigoyen Guillermo Parada | 470-es osztály | 23,0  | 27,0  | (29,0) | 28,0    | 22,0  | 21,0  | 19,0  | 140,0    | 19.      |
| Gonzalo Campero                  | Finn dingi     | 26,0  | 29,0  | 13,0   | (40,0*) | 19,0  | 14,0  | 22,0  | 123,0    | 17.      |

Nyílt
| Versenyző                              | Versenyszám | Futam  | Futam  | Futam | Futam | Futam  | Futam  | Futam  | Pontszám | Helyezés |
| Versenyző                              | Versenyszám | 1      | 2      | 3     | 4     | 5      | 6      | 7      | Pontszám | Helyezés |
| -------------------------------------- | ----------- | ------ | ------ | ----- | ----- | ------ | ------ | ------ | -------- | -------- |
| Alberto Zanetti Julio Labandeira       | Csillaghajó | 21,0   | (22,0) | 21,0  | 16,0  | 21,0   | 19,0   | 21,0   | 119,0    | 16.      |
| Diego Minguens Fernando García         | Tornádó     | (30,0) | 27,0   | 22,0  | 30,0  | 30,0** | 30,0** | 30,0** | 169,0    | 23.      |
| Pedro Ferrero Raúl Lena Santiago Lange | Soling      | (21,0) | 19,0   | 0,0   | 14,0  | 14,0   | 17,0   | 18,0   | 82,0     | 9.       |

* - nem ért célba

** - nem indult

## Vívás
Férfi
| Versenyző       | Versenyszám       | Selejtező | Selejtező | Selejtező | Selejtező | Selejtező | Selejtező | Főtábla           | Főtábla           | Főtábla           | Vigaszág          | Vigaszág          | Vigaszág          | Vigaszág          | Negyeddöntő       | Elődöntő          | Döntő             | Helyezés |
| Versenyző       | Versenyszám       | 1. kör | 1. kör    | 2. kör | 2. kör    | 3. kör | 3. kör    | 1. kör            | 2. kör            | 3. kör            | 1. kör            | 2. kör            | 3. kör            | 4. kör            | Negyeddöntő       | Elődöntő          | Döntő             | Helyezés |
| Versenyző       | Versenyszám       | Ellenfél Eredmény | Hely.     | Ellenfél Eredmény | Hely.     | Ellenfél Eredmény | Hely.     | Ellenfél Eredmény | Ellenfél Eredmény | Ellenfél Eredmény | Ellenfél Eredmény | Ellenfél Eredmény | Ellenfél Eredmény | Ellenfél Eredmény | Ellenfél Eredmény | Ellenfél Eredmény | Ellenfél Eredmény | Helyezés |
| --------------- | ----------------- | --- | --------- | --- | --------- | --- | --------- | ----------------- | ----------------- | ----------------- | ----------------- | ----------------- | ----------------- | ----------------- | ----------------- | ----------------- | ----------------- | -------- |
| Sergio Turiace  | Tőr, egyéni       | 1. csoport · Douglas Fonseca (BRA) · 5–4 · Eric Strand (SWE) · 0–5 · Abdel Monem El-Husseini (EGY) · 3–5 · Matthias Gey (FRG) · 1–5                      | 4.        | 2. csoport · Andrea Borella (ITA) · 2–5 · Andrés García (ESP) · 4–5 · Matthias Behr (FRG) · 5–1 · Csang Cse-cseng (Zhang Zhicheng) (CHN) · 5–0 · Mike Marx (USA) · 2–5 | 3.        | 8. csoport · Donnie McKenzie (GBR) · 3–5 · Pierre Harper (GBR) · 1–5 · Csang Cse-cseng (Zhang Zhicheng) (CHN) · 1–5 · Érsek Zsolt (HUN) · 3–5                    | 5.        | kiesett           | kiesett           | kiesett           | kiesett           | kiesett           | kiesett           | kiesett           | kiesett           | kiesett           | kiesett           | 39.      |
| Sergio Turiace  | Párbajtőr, egyéni | 5. csoport · Michiel Driessen (NED) · 5–3 · Mohamed Al-Hamar (KUW) · 5–4 · Mauricio Rivas (COL) · 0–5 · Éric Srecki (FRA) · 1–5                          | 3.        | 2. csoport · Arno Strohmeyer (AUT) · 1–5 · Ma Cse (Ma Zhi) (CHN) · 2–5 · Martin Brill (NZL) · 4–5 · Alexander Pusch (FRG) · 2–5                                        | 5.        | kiesett | kiesett   | kiesett           | kiesett           | kiesett           | kiesett           | kiesett           | kiesett           | kiesett           | kiesett           | kiesett           | kiesett           | 57.      |
| Rafael di Tella | Párbajtőr, egyéni | 15. csoport · Alfredo Bogarín (PAR) · 5–1 · José Bandeira (POR) · 5–5 · Cezary Siess (POL) · 5–3 · Arnd Schmitt (FRG) · 5–3 · Arwin Kardolus (NED) · 0–5 | 3.        | 1. csoport · Ángel Fernández (ESP) · 5–3 · Michel Dessureault (CAN) · 2–5 · Michel Poffet (SUI) · 4–5 · Torsten Kühnemund (GDR) · 2–5                                  | 4.        | 6. csoport · Axel Birnbaum (AUT) · 5–4 · Michel Poffet (SUI) · 3–5 · Székely Zoltán (HUN) · 4–5 · I Szanggi (Lee Sang-gi) (KOR) · 5–5 · Arnd Schmitt (FRG) · 1–5 | 5.        | kiesett           | kiesett           | kiesett           | kiesett           | kiesett           | kiesett           | kiesett           | kiesett           | kiesett           | kiesett           | 41.      |